# Ралф Хазенхютъл
Ралф Хазенхютъл (на немски: Ralph Hasenhüttl) е бивш австрийски футболист, нападател, настоящ старши треньор на Волфсбург.

## Кариера

### Кариера като футболист
Кариерата му като футболист започва в ГАК. Талантът му не остава незабелязан, и през 1989 г. е закупен от Аустрия Виена. След пет сезона преминава в Аустрия Залцбург, където остава за два сезона. След това играе в Белгия, носейки екипите на Мехелен и Лирсе. През 1998 г. преминава в Кьолн за две години. След това, отново за два сезона, е част от Гройтер Фюрт. Завършва кариерата си във втория отбор на Байерн Мюнхен.

### Кариера като треньор
Започва треньорската си кариера в Унтерхакинг през 2004 година, като за една година тренира юношеските формации. След това две години е помощник–треньор в първия отбор, като впоследствие става и негов старши треньор. През сезон 2008 – 09 отборът е близо до промоция за Трета лига, но се проваля, завършвайки на 1 точка от зоната на промоцията. Последвалия слаб сезон стават причина Хазенхютъл да напусне.
След това поема отбора на Аален през 2011 година. Под негово ръководство отбора успява да се изкачи във Втора Бундеслига. Напуска през юни 2013 г. поради несъгласия с клубното ръководство.
През октомври 2013 г. поема намиращия се на дъното на класирането на Втора Бундеслига отбор на Инголщат. Играта на отбора се подобрява драстично, като в края на сезона завършва на 10–то място. През втория си сезон начело успява да изкачи Инголщат до Първа Бундеслига. Това е историческо първо участие за отбора в елитната дивизия. През третия си сезон като треньор на Инголщат, вече в Първа Бундеслига, отборът изиграва добър сезон, завършвайки на 11–то място във финалното класиране.
През май 2016 г. е обявено, че от сезон 2016 – 17 ще води РБ Лайпциг.